# 2Moons The Series
 (juin 2018).
2Moons The Series est un drama BL thaïlandais adaptant le roman Two Moons de Chiffon Cake.
Deux saisons supplémentaires étaient prévues, mais semblent annulées. 
En 2019, une nouvelle version a été tournée et diffusée sous le nom de 2 Moons 2. C'est un tout nouveau casting qui reprend les rôles des différents personnages pour une saison qui reprend les évènements de la première série avant de continuer l'adaptation du second livre. À la suite du succès de cette dernière, une nouvelle saison a été annoncée avec ce nouveau casting.

## Synopsis

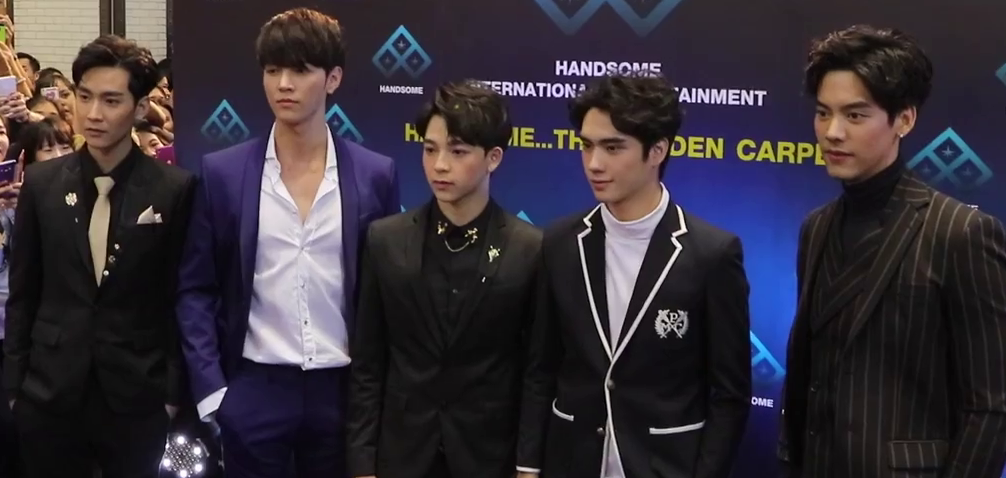
Les acteurs: Warodom Khemmonta, Itthipat Thanit, Suradet Piniwat, Thanapon Jarujitranon, Darvid Kreepolrerk et Panuwat Kerdthongtavee

Wayo rentre dans l'université où se trouve Phana, le garçon pour qui il a le béguin depuis le lycée. Phana est grand, beau, populaire et la lune de l'université. Wayo devient la lune de la faculté des sciences et aidé de son meilleur ami Ming, la lune de la faculté d'ingénierie, il essayera de se rapproché de Phana, qui ne l'a pas reconnu.

## Personnages
- Wayo est surnommé Yo et a le béguin pour Phana depuis le lycée. Il est la lune de la faculté des sciences.
- Phana est grand, beau et populaire, le garçon parfait pour ainsi dire. Il est l'ancienne lune de la faculté de médecine et du campus.
- Ming est le meilleur ami de Wayo et le soutiendra dans ses tentatives de rapprochement avec Phana. Il est la lune de la faculté d'ingénierie et du campus.
- Kit est un des deux meilleurs amis de Phana.
- Forth est un garçon mystérieux qui tombera amoureux de Wayo. Il est l'ancienne lune de la faculté d'ingénierie.
- Beam est un des deux meilleurs amis de Phana.

## Distribution
- Suradet Piniwat (สุรเดช พินิวัตร์): Wayo
- Itthipat Thanit (อิทธิพัทธ์ ฐานิตย์): Phana
- Warodom Khemmonta (วโรดม เข็มมณฑา): Ming
- Panuwat Kerdthongtavee (ภานุวัฒน์ เกิดทองทวี): Kit
- Darvid Kreepolrerk (ดาวิชญ์ กรีพลฤกษ์): Forth
- Thanapon Jarujitranon (ตี๋ ธนพล จารุจิตรานนท์): Beam